# Brian Austin Green
Brian Austin Green (Los Angeles, 15 luglio 1973) è un attore, produttore televisivo e produttore cinematografico statunitense, reso celebre dal ruolo di David Silver nel telefilm cult degli anni novanta Beverly Hills 90210.

## Biografia
Brian è nato a Los Angeles il 15 luglio 1973 da James e Joyce Green; ha radici scozzesi, italiane, ungheresi e irlandesi. Brian è cresciuto a North Hollywood, in California, e ha frequentato la North Hollywood High School prima di iscriversi alla Hamilton High School Academy of Music. Il produttore Aaron Spelling dichiarò di avere scritturato Brian per il ruolo di David Silver nella serie Beverly Hills 90210 ritenendo che il suo carattere si avvicinasse molto a quello che voleva per David. Con il procedere della serie sia David nel telefilm che Brian nella realtà hanno tentato la strada della musica rap. Prima di Beverly Hills Brian ha interpretato il ruolo ricorrente di Brian Cunningham nel telefilm California della CBS tra il 1987 e il 1989, ruolo peraltro ripreso in una miniserie successiva del 1997.
Si è distinto per altri ruoli in diverse pellicole, fra le quali quello da protagonista nel film 134 modi per innamorarsi. Si è inserito anche nell'ambiente musicale, producendo un cd di musica rap nel 1996 dal titolo One Stop Carnival, nonché facendo il presentatore per MTV USA, ma continuando comunque la sua carriera nel cinema. Ha partecipato alla nona stagione di Smallville nel ruolo di Metallo (John Corben). Nel 2008 ha partecipato alla serie Terminator: The Sarah Connor Chronicles, mentre nel 2010 è entrato a fare parte del cast della serie Desperate Housewives. Ha partecipato come guest star all'episodio Come Eravamo della seconda stagione della sitcom Hope & Faith, dove ha avuto l'occasione di conoscere Megan Fox. In Italia è doppiato generalmente da Giorgio Borghetti.

## Vita privata
Il 30 marzo 2002 ha avuto il suo primo figlio, nato dalla relazione con l'attrice Vanessa Marcil (Kassius Lijah Marcil-Green), con cui è stato legato dal 1999 al 2003.
Nel 2010 ha sposato l'attrice Megan Fox, da cui ha avuto tre figli: Noah Shannon Green (27 settembre 2012), Bodhi Ransom Green (12 febbraio 2014) e Journey River Green (4 agosto 2016). Nel 2015 era stata annunciata la separazione dell'attrice dal marito, ma i due si sono ricongiunti dopo qualche tempo. Nel dicembre 2019 i due si separano, per poi divorziare ufficialmente il 15 ottobre 2021.
Il 28 giugno 2022 nasce il
suo quinto figlio, Zane Walker Green, avuto dalla ballerina australiana Sharna Burgess, nota per essere insegnante a Dancing with the Stars, con cui ha una relazione da ottobre 2020.

## Filmografia

### Attore

#### Cinema
- Kid, regia di John Mark Robinson (1990)
- Kickboxer 2 - Vendetta per un angelo (Kickboxer 2: The Road Back), regia di Albert Pyun (1991)
- L'esperienza americana (An American Summer), regia di James Slocum (1991)
- Ronnie, regia di Christopher Haifley (2002)
- Bleach, regia di Jacob Rosenberg (2002) - corto
- Southside, regia di Billy Hayes (2003)
- Purgatory Flats, regia di Harris Done (2003)
- Fish Without a Bicycle, regia di Brian Austin Green (2003)
- Domino, regia di Tony Scott (2005)
- Grace, regia di Paul Solet (2006) - corto
- Impact Point, regia di Hayley Cloake (2008)
- Star System - Se non ci sei non esisti (How to Lose Friends & Alienate People), regia di Robert B. Weide (2008) - non accreditato, cameo
- 90 minuti per salvarla, regia di Kantz (2009)
- Stay Cool, regia di Michael Polish (2009)
- Monster Heroes, regia di Danny Cistone (2010)
- Turning Japanese, regia di Paul Bickel (2011) - corto
- Cross, regia di Patrick Durham (2011)
- Chromeskull: Laid to Rest 2, regia di Robert Hall (2011)
- Non chiudere gli occhi, regia di Travis Oates (2014)
- Cross Wars, regia di Patrick Durham (2017)
- Cross 3, regia di Patrick Durham e Paul G. Volk (2019)
- Kid 90, regia di Soleil Moon Frye (2021)
- Uno splendido disastro (Beautiful Disaster), regia di Roger Kumble (2023)

#### Televisione
- The Canterville Ghost, regia di William F. Claxton - film TV (1985)
- California (Knots Landing) - serie TV, 28 episodi (1986-1989)
- Still the Beaver - serie TV, episodio 2x22 (1987)
- Autostop per il cielo (Highway to Heaven) - serie TV, episodio 3x19 (1987)
- Super Vicki (Small Wonder) - serie TV, episodi 2x21-2x22 (1987)
- Good Morning, Miss Bliss - serie TV, episodio 1x01 (1987)
- Baywatch - serie TV, episodio 1x00 (1989) - non accreditato
- Beverly Hills 90210 - serie TV, 291 episodi (1990-2000)
- Genitori in blue jeans (Growing Pains) - serie TV, episodio 6x16 (1991) - non accreditato
- Melrose Place - serie TV, episodi 1x01-1x02-1x03 (1992)
- Parker Lewis - serie TV, episodio 2x22 (1992)
- La ragazza di tutti (She Fought Alone), regia di Christopher Leitch - film TV (1995)
- MADtv - serie TV, episodio 1x14 (1996)
- I ragazzi di Malibu (Malibu Shores) - serie TV, episodio 1x03 (1996)
- A Friend's Betrayal, regia di Christopher Leitch - film TV (1996)
- Il prezzo del tradimento (Her Costly Affair), regia di John Patterson - film TV (1996)
- Sabrina, vita da strega (Sabrina, the Teenage Witch) - serie TV, episodio 1x06 (1996)
- Ragazzo padre (Unwed Father), regia di Michael Switzer - film TV (1997)
- La legge dell'inganno (Laws of Deception), regia di Joey Travolta - film TV (1997)
- La pistola del morto (Dead Man's Gun) - serie TV, episodio 2x01 (1998)
- Resurrection Blvd. - serie TV, episodio 2x01 (2001)
- Stacey Stone - serie TV, 15 episodi (2001-2003)
- Trailer Park Boys - serie TV, episodi 2x05-2x06-2x07 (2002)
- The Twilight Zone - serie TV, episodio 1x22 (2002)
- 134 modi per innamorarsi (This Time Around), regia di Douglas Barr - film TV (2003)
- CSI - Scena del crimine (CSI: Crime Scene Investigation) - serie TV, episodio 4x10 (2003)
- Las Vegas - serie TV, episodio 1x14 (2004)
- Hope & Faith - serie TV, episodio 2x10 (2004)
- Freddie - serie TV, 22 episodi (2005-2006)
- George Lopez - serie TV, episodio 5x18 (2006) - crossover con Freddie
- Terminator: The Sarah Connor Chronicles - serie TV, 23 episodi (2008-2009)
- CSI: Miami - serie TV, episodio 7x25 (2009)
- Smallville - serie TV, episodi 9x01-9x02-9x17 (2009-2010)
- The Wild Girl, regia di Don McBrearty - film TV (2010)
- Desperate Housewives - serie TV, 15 episodi (2010-2011)
- Mobsters - serie TV, episodio 1x04 (2011)
- Suite 7 - serie web, episodio 1x06 (2011)
- Happy Endings - serie TV, episodi 2x21-3x01 (2012)
- Wedding Band - serie TV, 10 episodi (2012-2013)
- Anger Management - serie TV, 54 episodi (2012-2014)
- Magnum P.I. - serie TV, episodio 1x20 (2019)
- BH90210 - serie TV, 6 episodi (2019)
- That '90s Show - serie TV, episodio 6x01 (2023)

### Regista
- Beverly Hills 90210 - serie TV, episodio 10x16 (2000)
- Fish Without a Bicycle (2003)

### Produttore
- Southside (2003)

## Doppiatori italiani
Nelle versioni in italiano dei suoi film, Brian Austin Green è stato doppiato da:
- Giorgio Borghetti in Beverly Hills 90210, Melrose Place, La ragazza di tutti, Ragazzo padre, Resurrection Blvd., 134 modi per innamorarsi, Hope & Faith, Domino, Terminator: The Sarah Connor Chronicles, Smallville, Anger Management, Uno splendido disastro, That '90s Show
- Loris Loddi in Cross, Cross Wars
- Corrado Conforti in Kickboxer 2
- Vittorio Guerrieri in Impact Point
- Francesco Pezzulli in Sabrina, vita da strega
- Maurizio Romano in Il prezzo del tradimento
- Pierluigi Astore in La legge dell'inganno
- Christian Iansante in La pistola del morto
- Roberto Certomà in Freddie
- Andrea Lavagnino in Desperate Housewives
- Davide Marzi in CSI: Miami
- Francesco Bulckaen in Magnum P.I.